# Predsednik Madžarske
Predsednik Madžarske (madžarsko: Magyarország köztársasági elnöke, államelnök, or államfő) je vodja Republike Madžarske. Funkcija je načeloma ceremonialna, ima pa predsednik vseeno možnost veta in zahteve za presojo na ustavnem sodišču. Večina drugih izvršilnih pooblastil, na primer izbiranje ministrov in vodenje zakonodajnih pobud, je prepuščena predsedniku vlade. Predsednika države imenuje madžarski parlament.

## Pristojnosti in posebne pravice
Po temeljnem zakonu je »vodja madžarske države predsednik republike, ki izraža enotnost naroda in nadzoruje demokratično delovanje državnih institucij«. Vrhovni poveljnik madžarskih obrambnih sil, predstavlja Madžarsko, »lahko sodeluje na zasedanjih državnega zbora in prevzame besedo«, »daje zakone« ali razpiše nacionalni referendum. Določa datume volitev, sodeluje pri »odločitvah glede določenih državnih odločitev« (vojno stanje, izredno stanje ...), po volitvah sklicuje državni zbor, lahko ga razpusti, preveri skladnost zakona s strani ustavnega sodišča.
Vodja države »predlaga imena predsednika vlade, predsednika kurije, glavnega državnega tožilca in pooblaščenca za temeljne pravice«. S »podpisom člana vlade« vodja države imenuje ministre, predsednika Narodne banke, vodje neodvisnih regulatornih enot, univerzitetne profesorje, generale, veleposlanike in rektorje univerz, »podeli odlikovanja, nagrade in titule«. Predsednik lahko zavrne imenovanja, »če zakonski pogoji niso izpolnjeni ali če iz utemeljenega razloga ugotovi, da bi to resno ogrozilo demokratično delovanje državnih institucij«.
Tudi s soglasjem vlade vodja države »uveljavlja pravico do pomilostitve«, »odloča o vprašanjih organizacije ozemlja« in »primere v zvezi s pridobitvijo in odvzemom državljanstva«.

## Imuniteta in odstranitev s položaja
Po 12. členu temeljnega zakona je »predsednik republike nedotakljiv«. Posledično lahko vsi kazenski postopki proti predsedniku potekajo šele po koncu njegovega mandata.
Vendar pa 13. člen ustave predvideva tudi odstavitev predsednika, ki se lahko zgodi le, če predsednik »pri opravljanju nalog namerno krši temeljni zakon ali drug zakon ali če prekršek stori prostovoljno.« V takem primeru predlog za razrešitev predlaga najmanj ena petina poslancev parlamenta.
Obtožni postopek se začne s tajnim glasovanjem, če obtožbo podpre dvotretjinska večina poslancev. Nato se v postopku pred ustavnim sodiščem ugotovi, ali je treba predsednika razrešiti dolžnosti. Če sodišče ugotovi odgovornost predsednika, je predsednik razrešen s položaja.

## Nasledstvo

### Prenehanje mandata in nezmožnost
V skladu s tretjim odstavkom 12. člena se mandat predsednika republike konča:
- ko je mandat redno končan;
- če predsednik umre med mandatom;
- z nezmožnostjo opravljanja njihovih nalog za več kot 90 dni;
- če ne izpolnjujejo več pogojev za funkcijo;
- z nezdružljivostjo funkcij;
- z odstopom;
- z razrešitvijo.

V skladu s četrtim odstavkom 12. člena mora parlament z dvotretjinsko večino vseh poslancev odločiti o nesposobnosti predsednika republike, da svoje naloge opravlja več kot 90 dni.

### Odsotnost (začasna nezmožnost)
V skladu s prvim odstavkom 14. člena ustave, če predsednik republike začasno ni sposoben izvajati svojih funkcij in pooblastil, le-te izvaja predsednik državnega zbora. V skladu z drugim odstavkom 14. člena o začasni nezmožnosti predsednika republike odloča državni zbor na predlog predsednika samega, vlade ali poslanca državnega zbora.

## Seznam madžarskih predsednikov
(v letih 1949-89 predsedniki Predsedniškega sveta LR Madžarske)
- Zoltán Tildy (1946–1948)
- Árpád Szákasits (1948–1950)
- Sándor Rónai (1950–1952)
- István Dobi (1952–1967) (15 let)
- Pál Losonczi (1967–1987) (20 let)
- Károly Németh (1987–1988)
- Ferenc Brunó Straub (1988–1989)
- Mátyás Szűrös (1989–1990)
- Árpád Göncz (1990–2000) (2 mandata)
- Ferenc Mádl (2000–2005)
- László Sólyom (2005–2010)
- Pál Schmitt (2010–2012)
- László Kövér (2. april 2012 - 9. maj 2012, začasno)
- János Áder (2012–2022) (2 mandata)
- Katalin Novák (10. maj 2022–odstopila 10. februarja 2024; odstop potrjen 26. 2.)
- László Kövér (26. februar - 5 marec 2024, začasno)
- Tamás Sulyok (2024–)